# Torre Le Nocelle
Torre Le Nocelle és un dels 119 municipis o comunes ("comune" en italià) de la província d'Avellino, a la regió de Campània. Amb prop de 1.200 habitants, té una superfície de 10 km² amb una densitat de població de 118 hab/km². Limita amb els municipis de Mirabella Eclano, Montemiletto, Pietradefusi, Taurasi i Venticano.

El poble se situa en un turó al voltant d'un castell o torre, d'on pren el nom.

## Demografia
| Gràfica d'evolució demogràfica de Torre Le Nocelle entre 1861 i 2001 |
|                                                                      |